# Top Gear-testcircuit
Het Top Gear-testcircuit is aangelegd op het vliegveld Dunsfold Park Aerodrome, in het dorp Dunsfold, onderdeel van het district Waverley in het graafschap Surrey in Groot-Brittannië. Het wordt gebruikt voor enkele onderdelen van het BBC autoprogramma Top Gear. De studio van waaruit de presentatie gebeurt is een loods op hetzelfde vliegveld.

## Beschrijving
Het achtvormige circuit heeft een lengte van 2,8 km. Na de startlijn is er eerst een kleine bocht naar rechts, Crooner Curve ter ere van de eerste Stig (Perry McCarthy), die verzot was op easy listening. De eerste echte bocht naar links, richting landingsbaan, is de Willson Bend, genoemd naar de vroegere Top Gear-presentator Quentin Willson. De draai rechts op de landingsbaan is door Lotus ontwikkeld. De naam Chicago verwijst naar de band Chicago, een andere favoriet van The Stig. De bocht zou afhankelijk van de gewichtsverdeling van het chassis bij de ene wagen onderstuur, bij een andere overstuur blootleggen.
De landingsbaan (7 - 25) wordt verlaten in de Hammerhead, naar de gelijkenis met een hamerkop. De tweede passage van de middelste dwarsweg kreeg de naam Follow through vanwege haar verraderlijke karakter. De bocht links op de landingsbaan is de Bentley, naar de vroegere Top Gear-producer Jon Bentley. De voorlaatste bocht of Bacharach kreeg zijn naam van Burt Bacharach, eveneens een muzikaal eerbetoon aan The Stig. De laatste bocht voor de aankomst is de Gambon, aanvankelijk Carpenters genoemd (muzikaal eerbetoon aan The Stig), maar na een spectaculaire misser in deze bocht door Michael Gambon hernoemd naar hem.

## Geschiedenis
De snelste tijd tot nu toe bedraagt 59" gereden door The Stig met een Renault F1. De snelste wegwagens halen 1'17" en de redelijk geprijsde basiswagen schommelt afhankelijk van de rijder tussen 1'45" en 2'00".
Dunsfold Park Aerodrome was vroeger een militair vliegveld, aangelegd in de Tweede Wereldoorlog, dat nog beperkt voor vliegverkeer wordt gebruikt, waaronder als helihaven voor een regionale ziekenhuisorganisatie.
In december 2016 werd een bouwvergunning verleend voor de bouw van 1800 woningen op de huidige locatie van het vliegveld.

## Power Laps
De Power Laps zijn een onderdeel in het tv-programma waarin The Stig een ronde op het testcircuit rijdt met een nieuwe auto. Dit gebeurt om de rondetijd van deze wagen te vergelijken met eerdere geteste auto's. De voorwaarden om getest te worden op de testcircuit houdt in dat het gaat om een op de openbare weg toegelaten productiewagen en dat de auto niet op zogenaamde slicks rijdt. Het team van Top Gear houdt een scorebord bij om deze auto's te vergelijken, genaamd Power Lap Times.

#### Power Lap Times
1. Ferrari 488 Pista (1:12.7)
2. Dallara Stradale Spider (1:12.8)
3. Porsche 911 GT2 RS (991) (1:13.4)
4. McLaren 675LT (1:13.7)
5. Pagani Huayra (1.13.8)
6. BAC Mono (1.14.3)
7. Ariel Atom V8 500 (1.15.1)
8. Lamborghini Huracán (1.15.8)
9. McLaren MP4-12C (1.16.2)
10. Lamborghini Aventador LP700-4 (1.16.5)

Een aantal tijden is weggelaten van het bord omdat ze niet met productieauto's werden gereden (Nissan ZEOD RC, 1:05.3; Pagani Zonda R, 1.08.05; Aston Martin DBR9, 1.08.06;Caparo T1, 1:10.6; Ferrari FXX, 1.10.7; Ultima GTR 720, 1:12.6; Lamborghini Sesto Elemento, 1.14.0).

## Star in a ... Car
Een ander onderdeel van een Top Gear-aflevering is Star in a Reasonably Priced Car. Dit houdt in dat presentator Jeremy Clarkson een interview afneemt met een bekendheid. De gasten legden een ronde af in de Reasonably Priced Car op het testcircuit. Ook hiervoor houdt het Top Gear-team een scorebord bij. Er is een opdeling tussen F1-coureurs en een andere beroemdheid. Top Gear heeft vier Reasonably Priced Cars gehad: van 2002 tot 2005 een Suzuki Liana, van 2006 tot 2010 een Chevrolet Lacetti, van 2010 tot 2013 een Kia Cee'd en ten slotte van 2013 tot 2016 een Vauxhall Astra (Opel Astra). Met de komst van nieuwe presentatoren wijzigde Top Gear in seizoen 23 (2016) dit onderdeel in Star in de Rallycross Car en reden gasten in een Mini John Cooper Works WRC. In seizoen 24 (2017) werd dit omgedoopt tot Star in a Reasonably Fast Car en sindsdien rijdt men met een Toyota GT86.

#### Rondetijden van de Suzuki Liana
1. 1:46.7 - Ellen MacArthur
2. 1:46.9 - Jimmy Carr
3. 1:47.1 - Simon Cowell
4. 1:47.3 - Ronnie O'Sullivan
5. 1:47.8 - Ian Wright
6. 1:47.9 - Chris Evans
7. 1:47.9 - Rory Bremner
8. 1:48.0 - Justin Hawkins
9. 1:48.0 - Jodie Kidd
10. 1:48.0 - Paul McKenna
11. 1:48.0 - Trevor Eve
12. 1:48.0 - Patrick Kielty
13. 1:48.3 - Jay Kay
14. 1:48.6 - Rob Brydon
15. 1:48.8 - Stephen Ladyman
16. 1:49.0 - Neil Morrissey
17. 1:49.7 - Roger Daltrey
18. 1:50.0 - Jeremy Clarkson
19. 1:50.0 - Patrick Stewart
20. 1:50.0 - Martin Clunes

#### Rondetijden van de Chevrolet Lacetti
1. 1:45.83 - Jay Kay
2. 1:45.87 - Kevin McCloud
3. 1:45.9 - Brian Johnson
4. 1:45.9 - Simon Cowell
5. 1:46.1 - Jennifer Saunders
6. 1:46.3 - Michael Sheen
7. 1:46.3 - Gordon Ramsay
8. 1:46.5 - Usain Bolt
9. 1:46.9 - Peter Jones
10. 1:47.0 - Trevor Eve
11. 1:47.1 - Peter Firth
12. 1:47.4 - Lawrence Dallaglio
13. 1:47.4 - Les Ferdinand
14. 1:47.5 - Eric Bana
15. 1:47.6 - James Hewitt
16. 1:47.7 - Jamie Oliver
17. 1:47.7 - Hugh Grant
18. 1:48.0 - Ewan McGregor
19. 1:48.1 - Chris Evans
20. 1:48.1 - Rupert Penry-Jones

#### Rondetijden van de Kia Cee'd
1. 1:42,1 - Matt LeBlanc
2. 1:42,2 - Rowan Atkinson
3. 1:42,8 - John Bishop
4. 1:44,2 - Tom Cruise
5. 1:44,4 - Amy Macdonald
6. 1:44,5 - Nick Frost
7. 1:44,9 - Simon Pegg
8. 1:45,2 - Cameron Diaz
9. 1:45,5 - Rupert Grint
10. 1:45,9 - Boris Becker
11. 1:45,9 - Peter Jones
12. 1:46,1 - Andy García
13. 1:47,0 - Alastair Campbell
14. 1:47,8 - Danny Boyle
15. 1:48,1 - Al Murray
16. 1:49,0 - Jeff Goldblum
17. 1:49,0 - Jonathan Ross
18. 1:49,9 - Peta Todd
19. 1:49,9 - Nick Robinson
20. 1:50,6 - Amber Heard
21. 1:50,8 - Bill Bailey
22. 1:50,9 - Amy Williams
23. 1:53,3 - Johnny Vaughan
24. 1:53,7 - Louie Spence
25. 1:56,7 - John Prescott

#### Rondetijden van de Vauxhall Astra
1. 1:44,6 - Olly Murs
2. 1:44,7 - Aaron Paul
3. 1:45,1 - Brian Johnson
4. 1:45,6 - Jimmy Carr
5. 1:46,1 - Hugh Jackman
6. 1:46,7 - David Haye
7. 1:46,8 - Warwick Davis
8. 1.47,8 - Benedict Cumberbatch
9. 1:48,5 - Rachel Riley
10. 1:48,8 - Charles Dance
11. 1:48,9 - Joss Stone
12. 1:49,9 - Ron Howard
13. 1:51,0 - Steven Tyler
14. 1:51,5 - Mike Rutherford

#### Scorebord van de F1-coureurs
1. 1:42,2 - Daniel Ricciardo
2. 1:42,9 - Lewis Hamilton
3. 1:43,1 - Mark Webber
4. 1:44,0 - Sebastian Vettel
5. 1:44,3 - Rubens Barrichello
6. 1:44,6 - Nigel Mansell
7. 1:44,7 - Lewis Hamilton
8. 1:44,7 - Jenson Button
9. 1:44,9 - Jenson Button
10. 1:46,3 - Damon Hill
11. 1:46,1 - Kimi Räikkönen
12. 1:47,1 - Mark Webber
13. geen finish - Michael Schumacher

#### Scorebord van de Mini Cooper Rallycross
1. 1:52.6 - Anthony Joshua
2. 1:53.9 - Brian Cox
3. 1:53.9 - Damian Lewis
4. 1:54.4 - Bear Grylls
5. 1:56.3 - Gordon Ramsay
6. 1:57.7 - Kevin Hart
7. 2:01.4 - Sharleen Spiteri
8. 2:12.0 - Patrick Dempsey
9. 2:10.9 - Jesse Eisenberg
10. 2:16.4 - Paul Hollywood
11. 2:21.6 - Jennifer Saunders
12. 2:27.1 - Greg Davies

#### Scorebord van de Toyota GT86
1. 1:35.4 - Chris Hoy
2. 1:36.1 - Jay Kay
3. 1:37.2 - Stephen Mangan
4. 1:37.5 - Ross Noble
5. 1:38.6 - Matt Baker
6. 1:39.0 - James Marsden
7. 1:39.5 - Max Whitlock
8. 1:40.5 - Mike Tindall
9. 1:40.6 - Jason Manford
10. 1:41.6 - Zara Tindall
11. 1:42.7 - Will Young
12. 1:43.4 - Gregory Porter
13. 1:44.0 - David Tennant
14. 1:44.7 - Danny Boyle
15. 1:44.8 - Himesh Patel
16. 1:45.3 - Vicky McClure
17. 1:45.6 - Laurence Fox
18. 1:45.7 - Ore Oduba
19. 1:46.0 - Professor Green
20. 1:47.1 - James McAvoy
21. 1:47.2 - Frankie Dettori
22. 1:48.4 - Bob Mortimer
23. 1:50.0 - Ed Byrne
24. 1:50.4 - Tinie Tempah
25. 1:50.5 - Rob Brydon
26. 1:51.1 - Tom Allen
27. 1:53.0 - Jon Culshaw
28. 1:53.2 - Dara O'Briain
29. 1:53.9 - KSI
30. 1:53.9 - Romesh Ranganathan
31. 1:55.2 - Lee Mack
32. 1:58.7 - Tamsin Grieg
33. 2:01.9 - Emilia Fox
34. 2:07.9 - Shazia Mirza